# Mallidevihalli, Tiptur
Mallidevihalli là một làng thuộc tehsil Tiptur, huyện Tumkur, bang Karnataka, Ấn Độ.